# 데이비드 오부아
데이비드 오부아(David Obua, 1984년 4월 10일 ~ )는 우간다의 전 축구 선수이다. 아버지도 축구 선수 생활을 하였고, 동생도 프로 축구 선수이다.